# Bolesław Adamczyk
Bolesław Adamczyk (ur. 20 września 1923 w Żeleźnikowej, zm. 23 września 1989 w Krakowie) – polski gleboznawca, profesor Akademii Rolniczej w Krakowie. Specjalizował się w szczególności w badaniach karpackich gleb leśnych.

## Życiorys
Podczas II wojny światowej brał udział w pracy konspiracyjnej i walczył z bronią w ręku jako żołnierz 1 pułku strzelców podhalańskich Armii Krajowej. Studiował na Wydziale Leśnym Uniwersytetu Poznańskiego, gdzie w 1950 obronił pracę magisterską (Charakterystyka gleb z uwzględnieniem drzewostanu i runa sekcji 24 Nadleśnictwa Przytocko). W 1962 doktoryzował się na Wyższej Szkole Rolniczej w Krakowie (praca pod kierunkiem prof. Juliana Tokarskiego: Studia gleboznawczo-fltosocjologiczne w Dolinie Małej Łąki w Tatrach). Habilitował się w 1965 (praca: Studia nad kształtowaniem się związków pomiędzy podłożem skalnym a glebą). W 1975 uzyskał tytuł profesora nadzwyczajnego nauk leśnych, natomiast w 1982 profesora zwyczajnego nauk rolniczych.
Po studiach rozpoczął pracę w Zakładzie Gleboznawstwa Uniwersytetu Jagiellońskiego. Związał się naukowo z krakowską Wyższą Szkołą Rolniczą. Od 1987 do 1989 był kierownikiem Katedry Gleboznawstwa. Był dwukrotnie prodziekanem (w latach 1972–1975 Wydziału Leśnego, a w latach 1981–1983 Wydziału Rolniczego). W latach 1984–1987 pełnił także funkcję dziekana Wydziału Rolniczego z Oddziałem Technologii Żywności.

## Zainteresowania
Jego głównym obszarem zainteresowań naukowych były gleby górskie (klasyfikacja, kartografia). Współdziałał w kartowaniu gleb Parków Narodowych: Karkonoskiego, Pienińskiego i Tatrzańskiego. W wyniku badań na terenie Babiogórskiego Parku Narodowego (1958–1960) stworzył pierwszą szczegółową mapę glebową tego terenu. Był autorem operatu Gleby Babiogórskiego Parku Narodowego (1960), a także opracowań: Gleby Babiej Góry (1963) i Charakterystyka gleb Babiogórskiego Parku Narodowego (1983). Opracowywał wydawnictwa glebowo-fitosocjologiczne Tatr, Bieszczadów i Gorców. Interesował się pozaprodukcyjnymi funkcjami gleby (hydrologia, odnawianie się wód podziemnych). Zajmował się problematyką antropopresji jako czynnika mającego wpływ na właściwości gleby. Badał zmiany w glebach skażonych przemysłowo. Formułował wskazania praktyczne dla leśnictwa i rolnictwa na obszarach górskich.

## Osiągnięcia
Napisał (lub był współautorem) około 130 prac naukowych, około 45 ekspertyz naukowych o charakterze wdrożeniowym i 70 prac popularnonaukowych oraz komunikatów. Od 1949 był członkiem Polskiego Towarzystwa Gleboznawczego, gdzie pełnił funkcje w zarządzie.
Został pochowany na Cmentarzu Salwatorskim w grobowcu rodzinnym (sektor SC3-A-4).

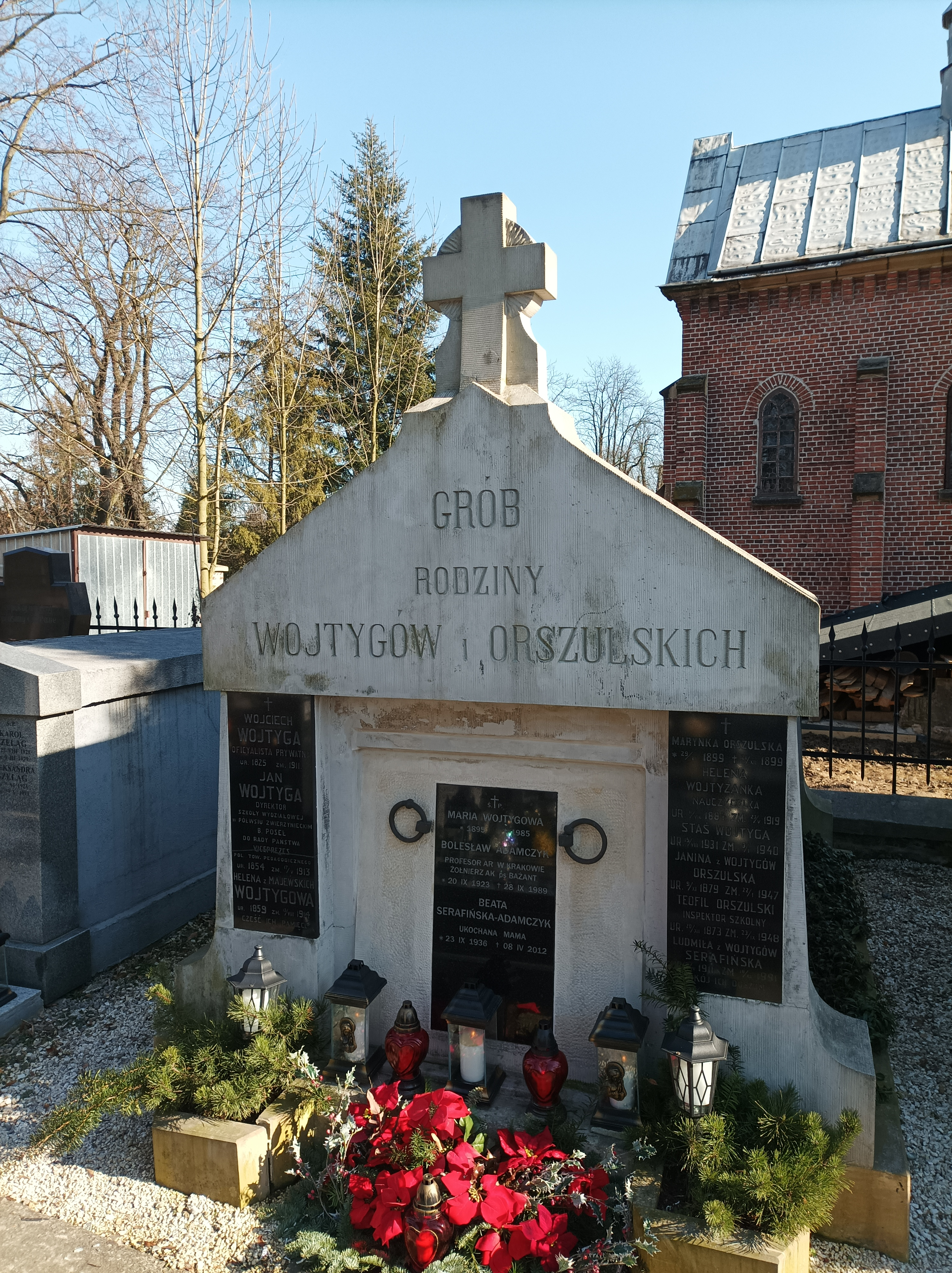
Grób Jana Wojtygi i Bolesława Adamczyka na cmentarzu Salwatorskim w Krakowie

## Członkostwo
- Komitet Zagospodarowania Ziem Górskich PAN;
- Komitet Gleboznawstwa i Chemii Rolnej PAN;
- Komisji Ośrodka Dokumentacji Fizjograficznej PAN.

## Odznaczenia
Został odznaczony m.in.: Złotym Krzyżem Zasługi (1973), Krzyżem Kawalerskim Orderu Odrodzenia Polski (1978), medalami: Komisji Edukacji Narodowej (1984), 40-lecia PRL (1984), Zasłużony Nauczyciel PRL (1986), Złotą Odznaką Polskiego Towarzystwa Gleboznawczego (1972) i innymi branżowymi oraz regionalnymi. Za działalność w czasie II wojny światowej został odznaczony Medalem Zwycięstwa i Wolności, a pośmiertnie otrzymał Krzyż Armii Krajowej i Medal Wojska Polskiego.